# Tönnies Evers der Jüngere
Tönnies („Antonius“) Evers der Jüngere (* 1550 in Lübeck; † 1613 ebenda) gilt als der bedeutendste Lübecker Bildschnitzer der Spätrenaissance.

## Leben
Evers war der Sohn des Bildschnitzers Tönnies Evers. Er erlernte das Handwerk des Bildschnitzens in der Werkstatt seines Vaters, erwarb nach der Wanderschaft jedoch rasch Eigenständigkeit und höchstes Ansehen. Er war wiederholt Ältermann des Tischleramtes und hat bedeutende Innenausbauten in Lübeck hinterlassen, die jedoch zum Teil im Zweiten Weltkrieg als Folge des Luftangriffes auf Lübeck im März 1942 verbrannten. Seine Witwe heiratete im September 1614 den Kunsttischler und Bildschnitzer Hinrich Wittekop.

## Werke
- Lettner für die Petrikirche (1585), in den Jahren 1816–18 aus Anlass einer Umgestaltung des Kirchenraums abgebrochen. Sein Orgelgehäuse (1587–89) in St. Petri verbrannte mit der Großen Orgel 1942.
- Erker am Lübecker Rathaus (1586)
- Lettner in der Lübecker Aegidienkirche, (1587)
- Kanzel für die Marienkirche in Wismar (1587), seit dem Jahr 1746 in der Marienkirche von Neustadt-Glewe
- Die Kriegsstube des Lübecker Rathauses ist nach dem Bombenangriff nur noch mit skulpturellen Fragmenten erhalten
- Großes Gemach im Haus der Kaufmannschaft in der Breiten Straße 6–8 (1610–12)

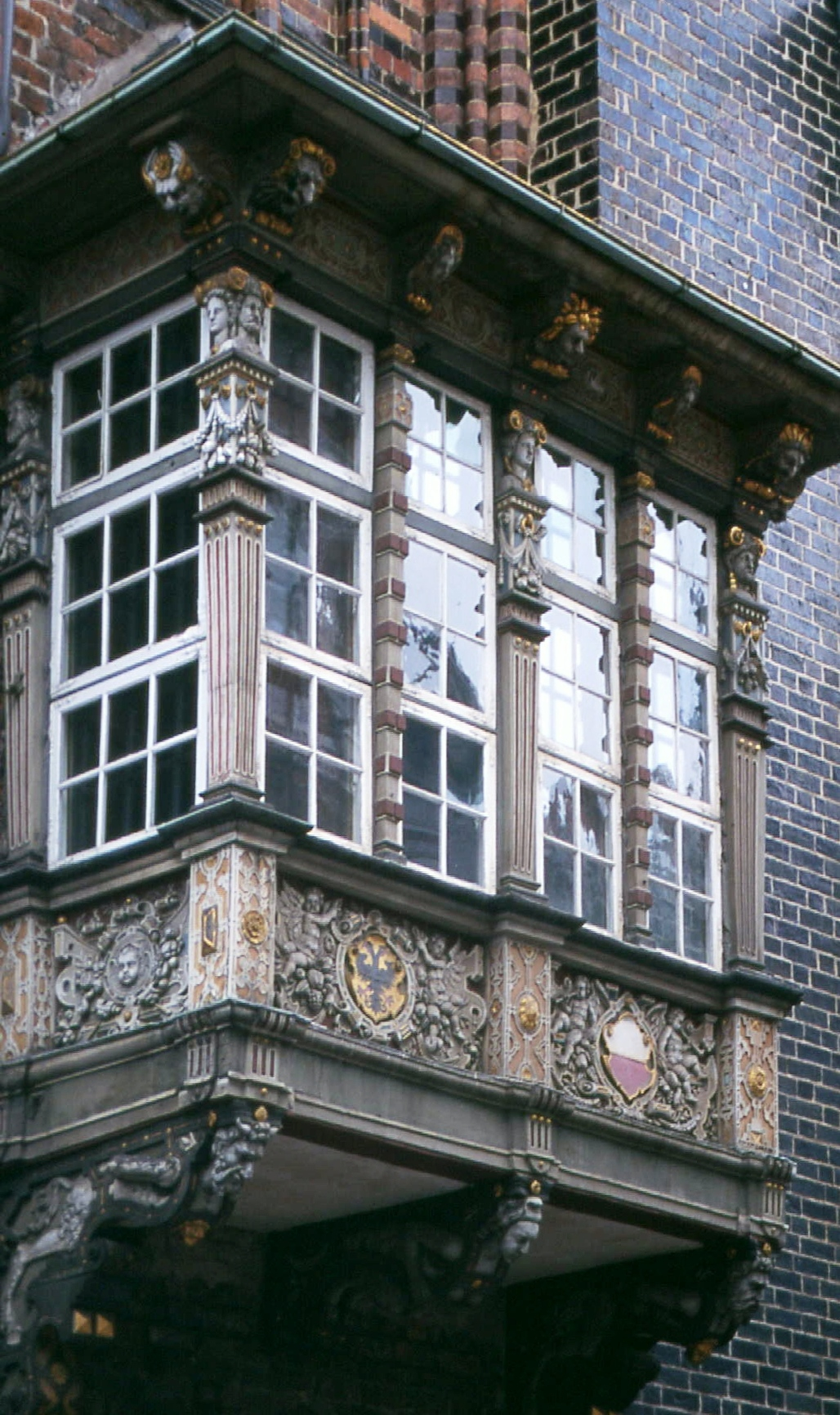
Lübecker Rathaus-Erker (1586)
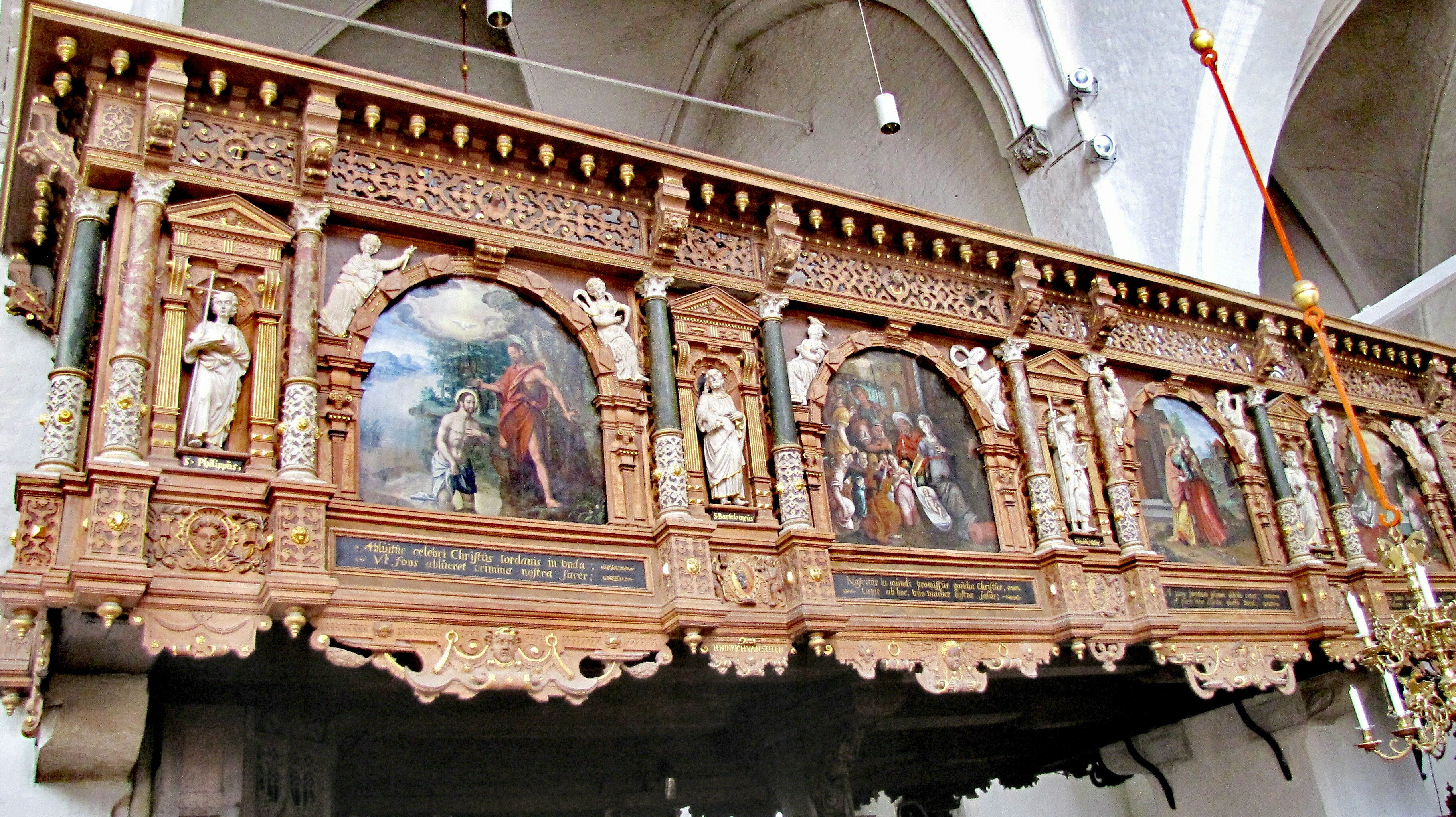
Singechor in St. Aegidien Lübeck (1587)
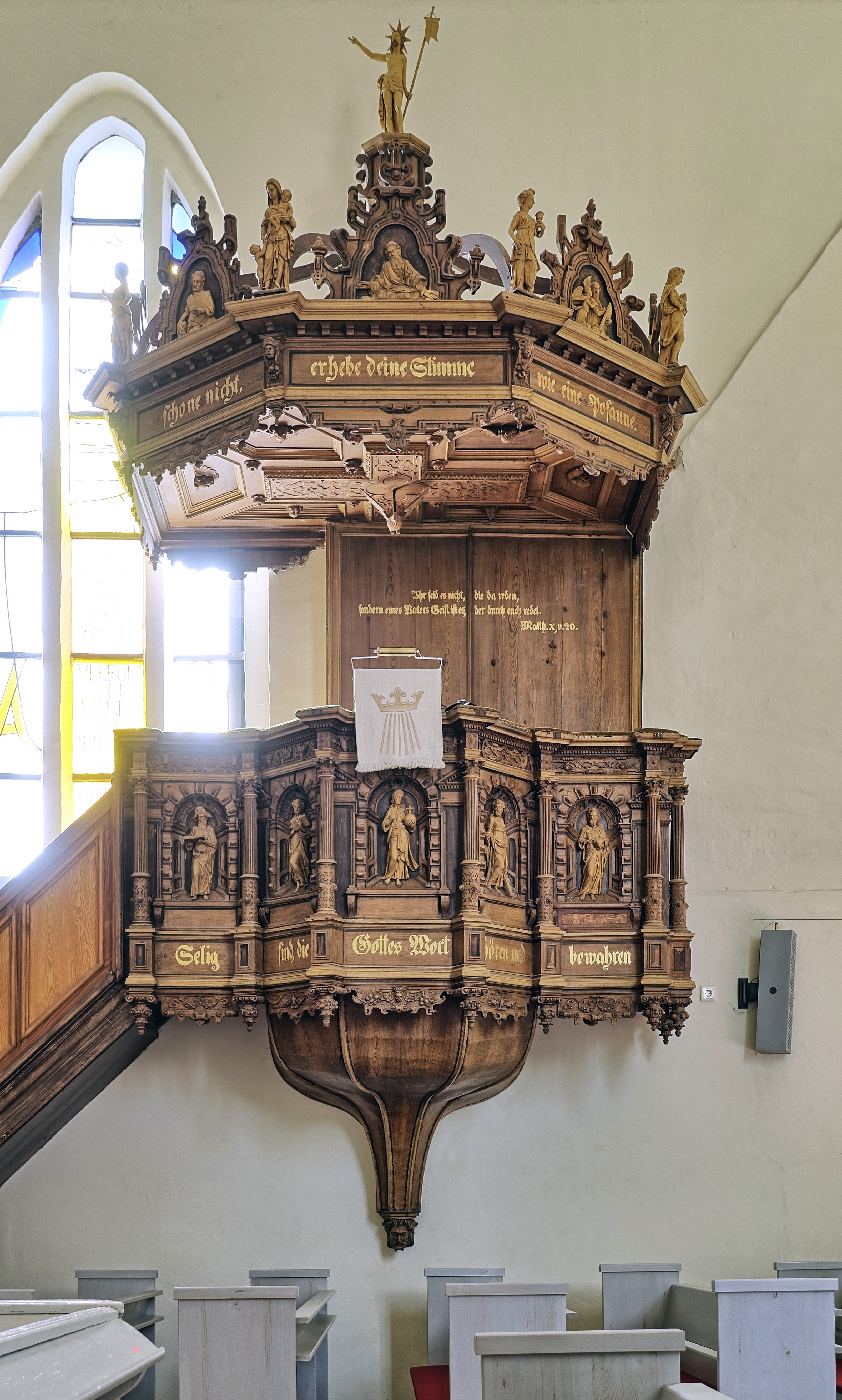
Kanzel in Neustadt-Glewe (1587)
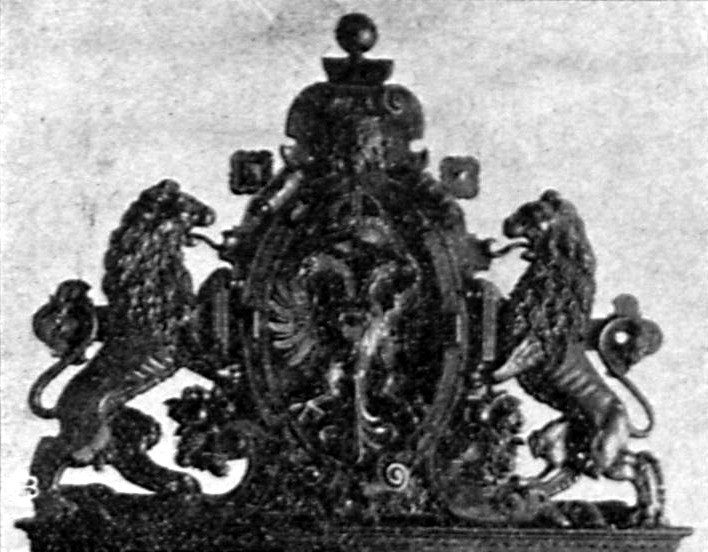
Holzschnitt des Stadtwappens